# Episodi di Beverly Hills 90210 (ottava stagione)
L'ottava stagione della serie televisiva Beverly Hills 90210 è andata in onda in prima visione negli Stati Uniti dal 10 settembre 1997 al 20 maggio 1998 sul network Fox.
In Italia è stata trasmessa a partire dal 7 novembre 1998 su Italia 1.
| nº | Titolo originale                  | Titolo italiano            | Prima TV USA      | Prima TV Italia |
| -- | --------------------------------- | -------------------------- | ----------------- | --------------- |
| 1  | Aloha, Beverly Hills - Part 1 e 2 | Dopo la laurea             | 10 settembre 1997 |                 |
| 2  | Aloha, Beverly Hills - Part 1 e 2 | Paura alle Hawaii          | 10 settembre 1997 |                 |
| 3  | Forgive and Forget                | Amnesia                    | 17 settembre 1997 |                 |
| 4  | The Way We Weren't                | Alla ricerca di Golia      | 24 settembre 1997 |                 |
| 5  | Coming Home                       | Il ritorno a casa          | 1º ottobre 1997   |                 |
| 6  | The Right Thing                   | Paura d'amare              | 15 ottobre 1997   |                 |
| 7  | Pride and Prejudice               | Orgoglio e pregiudizio     | 22 ottobre 1997   |                 |
| 8  | Toil and Trouble                  | Avviso di sfratto          | 29 ottobre 1997   |                 |
| 9  | Friends, Lovers and Children      | Sbagli pericolosi          | 5 novembre 1997   |                 |
| 10 | Child of the Night                | Fine di un amore           | 12 novembre 1997  |                 |
| 11 | Deadline                          | La trappola                | 19 novembre 1997  |                 |
| 12 | Friends in Deed                   | Amici in azione            | 3 dicembre 1997   |                 |
| 13 | Comic Relief                      | Opera di seduzione         | 10 dicembre 1997  |                 |
| 14 | Santa Knows                       | Un caldo Natale            | 17 dicembre 1997  |                 |
| 15 | Ready or Not                      | Tradimenti e ricatti       | 7 gennaio 1998    |                 |
| 16 | Illegal Tender                    | Scommesse clandestine      | 14 gennaio 1998   |                 |
| 17 | The Elephant's Father             | Infedeli per natura        | 21 gennaio 1998   |                 |
| 18 | Rebound                           | La scelta giusta           | 28 gennaio 1998   |                 |
| 19 | Crimes and Misdemeanors           | Crimini e misfatti         | 4 febbraio 1998   |                 |
| 20 | Cupid's Arrow                     | Ritorni di fiamma          | 11 febbraio 1998  |                 |
| 21 | The Girl Who Cried Wolf           | Tutti contro Valerie       | 25 febbraio 1998  |                 |
| 22 | Law and Disorder                  | Vittoriosi e vinti         | 4 marzo 1998      |                 |
| 23 | Making Amends                     | Un successo improvviso     | 11 marzo 1998     |                 |
| 24 | The Nature of Nurture             | Questioni di coscienza     | 18 marzo 1998     |                 |
| 25 | Aunt Bea's Pickles                | L'occasione mancata        | 25 marzo 1998     |                 |
| 26 | All That Glitters                 | Il prezzo della fama       | 1º aprile 1998    |                 |
| 27 | Reunion                           | La riunione                | 15 aprile 1998    |                 |
| 28 | Skin Deep                         | Autoaggressività impulsiva | 29 aprile 1998    |                 |
| 29 | Ricochet                          | Proposta di matrimonio     | 6 maggio 1998     |                 |
| 30 | The Fundamental Things Apply      | Rapporto a rischio         | 13 maggio 1998    |                 |
| 31 | The Wedding (Part 1 e 2)          | Il grande evento           | 20 maggio 1998    |                 |
| 32 | The Wedding (Part 1 e 2)          | Perché sposarsi?           | 20 maggio 1998    |                 |

## Dopo la laurea
- Titolo originale: Aloha, Beverly Hills - part1
- Scritto da: Michael Braverman

### Trama
Kelly e Brandon vanno a vivere insieme a casa Walsh e Kelly scopre che Brandon ha conservato vecchie foto di Tracy. Donna litiga con David perché non vuole dire alla madre che andranno a convivere nella casa sulla spiaggia. Nel mentre Valerie, non riuscendo a trovare un lavoro adatto a lei, propone a David di ridiventare soci del "Peach-pit by night", ma questo non sa se accettare per paura di mettere a rischio il suo rapporto con Donna. Steve durante gli allenamenti di Erin conosce Carly, una giovane madre. Donna ottiene un lavoro come assistente di una consulente di moda e riceve il suo primo incarico alle Hawaii. Tutti gli amici ad esclusione di Kelly, decidono di partire con lei.

## Paura alle Hawaii
- Titolo originale: Aloha, Beverly Hills - part 2
- Diretto da: Bethany Rooney
- Scritto da: Michael Braverman

### Trama
I ragazzi arrivano alle Hawaii e il capo di Donna sta male, quindi le assegna il compito di dirigere il servizio fotografico. Durante alcuni scatti in mezzo al mare, la ragazza buca accidentalmente il gommone su cui stavano le modelle e in loro aiuto interviene Noah. Il ragazzo diventerà presto amico del gruppo e successivamente deciderà di trasferirsi a Beverly Hills. Donna a causa dell’insuccesso del servizio, viene licenziata. Brandon incontra Tracy la sua ex ragazza, e Kelly non appena saputa la notizia, gelosa decide di raggiungerlo. Durante un’escursione, David scivola e si fa male e ad aiutarlo ci saranno Brandon e Noah. La vacanza giunge al termine e nei parcheggi dell’aeroporto di Beverly Hills due malviventi sparano a Kelly.

## Amnesia
- Titolo originale: Forgive and Forget
- Diretto da: David Samel
- Scritto da: John Eisendrath

### Trama
Kelly viene operata d’urgenza ma si salva. Donna confessa alla madre che andrà a convivere con David, ma questa non prenderà bene la notizia. Brandon va in centrale per indicare l’aggressore. Steve durante un allenamento di Erin, rincontra Carly e la aiuta a trovare lavoro al Peach pit. Donna trova un altro lavoro come assistente personale di una stilista. Kelly ha un peggioramento e al suo risveglio non ricorderà più niente.

## Alla ricerca di Golia
- Titolo originale: The Way We Weren't
- Diretto da: Frank Thackery
- Scritto da: Michael Cassutt

### Trama
I ragazzi collaborano per far tornare i ricordi a Kelly ma questa rievoca solo alcune cose del passato che non includono Brandon. Questo intanto riceve una proposta di lavoro dal Seattle Times, ma non sa se accettare per via delle condizioni di salute della ragazza. Noah va sempre più spesso a fare visita a Kelly in ospedale e questa sembra interessata a lui. Donna viene incaricata dalla sua datrice di lavoro di portare il cane Golia dal veterinario ma lo smarrisce. Steve vorrebbe fare il manager sportivo di alcune giocatrici di basket ma viene scoraggiato da un importante manager. Donna sommersa dal lavoro, chiede a Valerie di collaborare con lei. Steve riceve una proposta dal padre di gestire un loro vecchio giornale ormai in fallimento. Il ragazzo propone quindi a Brandon di gestirlo insieme e questo accetta.

## Il ritorno a casa
- Titolo originale: Coming Home
- Diretto da:Georg Fenady
- Scritto da:Laurie MCCarthy

### Trama
Kelly fa ritorno nella casa sulla spiaggia perché è l’unico posto che ricorda. Brandon e Steve iniziano a lavorare al loro giornale. Kelly chiede a Brandon di cenare assieme. Donna scopre che un suo cliente ha una fabbrica in cui le donne lavorano in nero e in pessime condizioni. Kelly visita casa Walsh convinta di poter ricordare la sua vecchia vita ma così non è. Valerie fa visita a Noah e i due litigano perché dice di avere una ragazza, così lei lo segue con la macchina e lui le confessa che la ragazza di cui parlava è morta a causa sua in un incidente stradale. Steve decide di badare a Zack in modo che Carly possa uscire per un appuntamento. Donna e David organizzano una cena romantica per Kelly e Brandon. L’indomani mattina, mentre guarda la prima edizione del “Beverly beat”, Kelly, inizia a ricordare.

## Paura d'amare
- Titolo originale: The Right Thing
- Diretto da: Chip Chalmers
- Scritto da: Ken Stringer

### Trama
Brandon continua a sentirsi in colpa per la sparatoria. Donna e Brandon portano avanti le indagini per aiutare le donne che lavorano in nero nella fabbrica, e scoprono che il proprietario è il padre di Steve. Il ragazzo vuole scrivere un articolo su questa storia ma Steve è contrario. Valerie, dopo aver appreso che Noah ripartirà per le Hawaii, decide di andare a pranzo con un facoltoso cliente che la sta corteggiando. Kelly passa del tempo sulla barca con Noah. David, sempre più in bancarotta, decide di produrre un gruppo estremista. Steve non si presenta all'appuntamento con Zack e Carly perché in redazione si presenta una delle ragazze della fabbrica che è stata licenziata perché vista parlare con Donna. Kelly e Brandon si presentano alla stazione di polizia per fare il riconoscimento dell’aggressore, ma questo non corrisponde con il soggetto scelto da Brandon. Valerie supplica Noah di non partire perché si rende conto di essersi innamorata di lui. Steve va a parlare con il padre e scopre che in realtà era al corrente di tutta la faccenda del lavoro in nero. Si presenta poi a casa di Carly per chiedere scusa a Zack per non essere andato al magic mountain con loro.

## Avviso di sfratto
- Titolo originale: Toil and Trouble
- Diretto da: Richard Denault
- Scritto da: Elle Triedman

### Trama
Steve invita Carly alla festa di beneficenza dell’associazione dove lavora Kelly. Donna ha una nuova cliente che le chiede di trovare una medium per aiutarla a recuperare un bracciale smarrito. Valerie riceve l’invito di andare alla festa di beneficenza da Cooper. David, sempre più in difficoltà economica è in ritardo con i pagamenti dell’affitto del locale, quindi riceve un avviso di sfratto. Esasperato, falsifica degli assegni a nome di Donna. Kelly rimprovera Brandon di essere troppo abitudinario e ha paura che anche il loro rapporto si basi sulla quotidianità. Noah decide di andare al party per fare una sorpresa a Valerie ma scopre la verità su Cooper. Entrambi non vogliono più avere a che fare con lei. Carly e Steve devono abbandonare la festa perché Zack sta male. Mentre sono a casa, Steve confessa di amarla. David e Donna litigano perché lui non si presenta alla festa dove la ragazza lo attendeva.

## Sbagli pericolosi
- Titolo originale:Friends, Lovers and Children
- Diretto da:Michael R. Rhodes
- Scritto da: John Whelpley

### Trama
Mentre rientrano da teatro, Kelly e Brandon vedono che Erica, la sorella di Dylan, si prostituisce. Brandon la insegue ma la ragazza scappa. Valerie si presenta da Noah per scusarsi del comportamento avuto, ma lui la respinge. David, sommerso sempre di più dai debiti, si rivolge ad uno strozzino. Donna riceve un lavoro come stilista e organizza il servizio fotografico al Peach pit by night. Zack invita Steve ad una partita di calcio ma successivamente scopre che si tratta di una partita padre-figlio. Kelly e Brandon collaborano con un'associazione per ritrovare Erica, così tramite uno gigolò la trovano e la ospitano a casa loro. Donna scopre che David ha falsificato degli assegni a suo nome, così lo manda via da casa. Noah viene arrestato in seguito ad una rissa in un bar, così chiama Brandon per pagare la cauzione. I due parlano e il ragazzo scopre tutta la verità su Noah. Jody, una vecchia fiamma di Steve, gli dice di essere incinta e che lui è il padre del bambino. Valerie deve badare a Erica, ma a causa di un impegno di lavoro la lascia da sola. La ragazza saccheggia così la casa e scappa.

## Fine di un amore
- Titolo originale: Child of the Night
- Diretto da :Les Sheldon
- Scritto da: John Eisendrath

### Trama
Kelly e Donna vanno a cercare Erica per strada ma non la trovano. David decide di confessare al padre di essere in bancarotta e di aver falsificato degli assegni a nome di Donna, così gli consiglia di dichiarare fallimento e gli fa un assegno per rimborsare la ragazza. Steve incontra Jody per dirle che non vuole avere figli, ma la ragazza sembra decisa del contrario. Dopo varie esitazioni, decide di fare il test del DNA. Erica viene trovata dalla polizia. Donna, nel mentre che David libera casa, passa del tempo con Noah sulla barca e a fine serata i due si baciano. Valerie, visto il tutto, va subito a riferirlo a David. Gli strozzini giungono al Peach pit by night e David è convinto che gli vogliano fare del male perché non ha ancora restituito tutta la somma prestatagli, ma grazie a Noah che estinguerà il debito in maniera anonima, il giovane si salva.

## La trappola
- Titolo originale: Deadline
- Diretto da: Jon Parè
- Scritto da: Michael Cassutt

### Trama
David scopre che non è stata Donna a estinguere il debito, così Valerie si propone di indagare per trovare chi è stato. Si rivolge quindi allo strozzino che le fa il nome di Noah, scoprendo inoltre che il giovane è molto ricco. Brandon viene arrestato perché si rifiuta di fare il nome di Erica con il procuratore, ma viene rilasciato sotto cauzione. Insieme a Erica e Kelly, decide di collaborare con la polizia per far arrestare il protettore. Erica viene invitata da Dylan a Londra per vivere con lui.  David dimentica la stufa accesa provocando un incendio nell’ufficio del Peach pit by night.  Steve riceve l’esito del test del DNA e scopre di non essere il padre del bambino. Valerie dice a David che è stato Noah a pagare il debito e successivamente scopre che il ragazzo ha anche acquistato il locale. Questo gli offre un lavoro, ma David rifiuta.

## Amici in azione
- Titolo originale: Friends in Deed
- Diretto da: Richard Denault
- Scritto da: Elle Triedman

### Trama
I genitori di Donna decidono di vendere la barca così Noah deve cercare una sistemazione. Kelly inizia il lavoro di volontariato in uno studio medico. Noah cerca di convincere David di tornare a lavorare al Peach pit by night ma questo continua a rifiutare, così il ragazzo assume Valerie per aiutarlo a gestire il locale. Brandon assume Emma Bennet, una freelance che gli fa ripetute avance. David si licenzia dai grandi magazzini e cerca un nuovo lavoro. Donna litiga con Noah per via del nuovo lavoro di Valerie, ma i due faranno poi pace quando Noah acquisterà all'asta la barca dei genitori di Donna per impressionarli. Kelly è preoccupata che il dottore per cui lavora nutra un interesse nei suoi confronti. Steve e Carly scoprono che la madre della ragazza ha una relazione e che si trasferirà in Arizona.

## Opera di seduzione
- Titolo originale: Comic Relief
- Diretto da: Chip Chalmers
- Scritto da: John Lavachielli

### Trama
Valerie, per far ingelosire Noah e Donna, propone a David di fare finta di avere una relazione. Donna chiede a Kelly di posare come modella per un servizio fotografico e la ragazza accetta.  David trova lavoro come lava auto e conosce un ragazzo che viene preso in giro dai colleghi e rifiutato dalla famiglia perché omosessuale. Brandon mente a Kelly sul fatto che si veda di nascosto con Emma. I due arriveranno anche a baciarsi. Steve si esibirà come comico al Peach pit by night ma trovandosi in difficoltà durante lo spettacolo, copierà il monologo di un altro comico. Kelly continua a ricevere insistenti avance dal dottore.

## Un caldo Natale
- Titolo originale: Santa Knows
- Diretto da: Charles Correll
- Scritto da: Laurie McCarthy

### Trama
David aiuta il collega a riappacificarsi con i genitori, ma questi continuano a rifiutare il figlio. Il giovane, in preda alla disperazione tenterà il suicidio, ma David lo salverà. Deciderà poi di andare a parlare con i genitori del ragazzo, convincendoli. Zack scopre che Babbo Natale non esiste, così è triste. Brandon si presenta a casa di Emma per prendere un articolo e i due passano la notte insieme. Kelly organizza una raccolta fondi all'associazione e il dottor Morgan la bacia contro la sua volontà. Emma compra un orologio a Brandon per Natale, ma Kelly convinta che sia per lei, lo apre e lo indossa.

## Tradimenti e ricatti
- Titolo originale: Ready or Not
- Diretto da: John McPherson

### Trama
Donna ospita Carly a casa sua per via di alcuni lavori nell'appartamento. Brandon e Steve assumono David per scrivere recensioni musicali, e una nuova redattrice per il Beverly Beat, Janet. David e Valerie litigano e il ragazzo decide di andare via da casa Walsh. Kelly viene licenziata dal dottore come ripicca per aver confessato che l’ha baciata contro la sua volontà. Emma inizia a mettere in difficoltà Brandon di fronte a Kelly alludendo alla loro storia e durante una chiamata lo registra mentre confessa la relazione avuta. Zack pasticcia i disegni di Donna ma la ragazza grazie a questi, riceve il lavoro. Kelly e Brandon incastrano il dottore che viene licenziato, così la ragazza riottiene il posto. Valerie di nascosto da Noah, si mette in società con un allibratore e fanno scommesse al locale. Brandon riceve il nastro con la sua confessione. Noah e Donna dichiarano di amarsi e fanno l’amore.

## Scommesse clandestine
- Titolo originale: Illegal Tender
- Diretto da: Anson Williams
- Scritto da: Ken Stringer

### Trama
A causa di una dura recensione musicale, David provoca il licenziamento di una cantante, così per farsi perdonare la fa esibire durante una serata al Peach pit by night. Brandon si presenta da Emma chiedendo di non dire niente a Kelly. Confessa poi a Steve della relazione avuta con la freelance e questo, per aiutare l’amico, propone allora di affidare una rubrica a Kelly per testare come reagirebbe se scoprisse il tradimento subìto. Noah scopre che Valerie organizza scommesse illegali nel locale e le intima di smettere ma la ragazza lo ignora, così vengono arrestati. Durante una telefonata, Kelly sente Steve parlare con Emma e si convince che tra i due ci sia una relazione. Si presenta allora da Emma e la schiaffeggia, ma solo allora scoprirà che è stato Brandon ad averla tradita. Decide così di trasferirsi da Donna.

## Infedeli per natura
- Titolo originale: The Elephant's Father
- Diretto da: Michael R.Rhode

### Trama
Carly apprende che il padre sta molto male e dovrà subire un pericoloso intervento. Decide quindi di trasferirsi con Zack nel Montana per accudirlo. Valerie a causa dell’arresto subìto per via delle scommesse illegali, deve scontare delle ore nei servizi sociali e verrà assegnata all'associazione dove lavora Kelly. Le due avranno ripetuti battibecchi così Valerie, per vendicarsi, nasconderà a Kelly tutti i messaggi e i regali che Brandon le fa. Nello studio medico giunge poi una ragazza che subisce abusi da parte del marito ma Kelly la aiuterà. David segue una band e gli vende una vecchia canzone che aveva scritto per Donna. Brandon ubriaco si presenta da Kelly ma questa lo caccia.

## La scelta giusta
- Titolo originale: Rebound
- Scritto da: Michael Cassutt
- Diretto da:Charles Pratt, Jr.

### Trama
David vuole convincere Noah a far suonare un gruppo musicale in prima serata al Peach pit by night in modo da potergli far ottenere un contratto discografico. Mark, un componente della band, viene beccato da David a fumare uno spinello e successivamente ha un incidente. Il ragazzo però minaccia di fare causa a Noah per avergli venduto da bere quando era già ubriaco. David allora confessa la verità sull'accaduto e salva Noah. Kelly continua a vedersi con il medico e si baciano. Brandon chiede a Valerie di scrivere una rubrica sui ristoranti del Paese, così la ragazza dopo aver sentito una telefonata di Kelly dove diceva di andare in locale, decide di volersi vendicare facendosi trovare sul posto con Brandon. Donna viene licenziata perché si rifiuta di accontentare i capricci di una bambina, ma grazie ad un’idea viene assunta nuovamente. Steve è triste per la partenza di Carly, così Brandon lo convince a intervistare uno dei cavalieri che si sta per sposare, ma inconsapevolmente convince la ragazza a non sposarsi.

## Crimini e misfatti
- Titolo originale: Crimes and Misdemeanors
- Scritto da: Laurie McCarthy
- Diretto da:Charles Correll

### Trama
Nello studio medico dove lavora Kelly si presenta Andy, un giovane ex detenuto. La ragazza chiede a Brandon di scrivere un articolo sul giovane perché nonostante sia riabilitato, non riesce a trovare un lavoro. Donna viene a conoscenza che la nonna è in fin di vita così va a porgerle l’ultimo saluto in ospedale. Successivamente morirà. David, grazie a Steve, si trasferisce a vivere a casa di Carly, ma Valerie non ne è molto felice. Valerie riottiene il lavoro al Peach pit by night e convince una famosa casa discografica a sentire il gruppo di David suonare.

## Ritorni di fiamma
- Titolo originale: Cupid's Arrow
- Scritto da: Melissa Gould
- Diretto da:Kevin Inch

### Trama
La canzone di David viene trasmessa per la prima volta alla radio e Donna lo chiama per congratularsi, facendo ingelosire sia Valerie che Noah. Josh, il fratello di Noah, si presenta al Peach pit ma tra i due non sembra esserci un bel rapporto. È il giorno di San Valentino e Donna chiede aiuto a David per scegliere un regalo per Noah, ma mentre rientrano da fare compere hanno un incidente stradale. Noah appreso che i due erano insieme, si arrabbia e si ubriaca. Josh invece mette una droga nel vino di Valerie e successivamente lei e Noah passano la notte insieme. Al suo risveglio, lo accuserà di stupro. Brandon passa San Valentino lasciando messaggi sulla segreteria di Kelly, e questa a fine serata si presenterà a casa sua per fare pace. Donna in seguito al mal di schiena provocato dall'incidente inizia ad abusare degli antidolorifici.

## Tutti contro Valerie
- Titolo originale: The Girl Who Cried Wolf
- Scritto da: Ken Stringer
- Diretto da:Richard Denault

### Trama
Noah viene indagato per il reato di stupro. Nessuno degli amici crede a Valerie, ad eccezione di Brandon che rimane neutrale. Noah non viene processato perché la prove sono insufficienti. Josh dà delle pillole a Donna e, affaticata dal lavoro, decide di prenderle. Brandon e Steve vogliono scrivere un articolo su come sia il lavoro svolto dalla polizia, così passano una giornata con dei poliziotti e durante un inseguimento assistono ad un abuso di potere da parte di uno di loro. Josh si presenta da Valerie per proporgli un patteggiamento da 200.000 dollari. Donna ruba delle pillole dalla clinica in cui lavora Kelly.

## Vittoriosi e vinti
- Titolo originale: Law and Disorder
- Scritto da:  Doug Steinberg
- Diretto da:Richard Kevin Inch

### Trama
È il giorno del processo e vengono chiamati a testimoniare tutti gli amici e le deposizioni sembrano essere tutte in favore di Noah, così Valerie si arrabbia. La casa discografica è interessata a far firmare un contratto solo con David, escludendo quindi il fondatore del gruppo. Donna deve produrre una nuova linea di modelli e in preda dai dolori e dall'abuso di pillole non riesce a concentrarsi, quindi decide di rubare i bozzetti della collega. In seguito alla deposizione di Josh, Kelly e Steve cambiano idea credendo a Valerie. Il verdetto sarà a favore della ragazza. Donna, in crisi d’astinenza, si intrufola nella barca per rubare le anfetamine di Josh trovando così anche il Rohypnol. Noah va alla casa sul mare per chiarire con Donna ma la trova svenuta in overdose.

## Un successo improvviso
- Titolo originale: Making Amends
- Scritto da: Elle Triedman
- Diretto da: Joel H. Feigenbaum

### Trama
Donna in overdose viene portata d’urgenza in ospedale dove viene salvata. Steve legge la corrispondenza del vecchio inquilino del Beverly beat e si finge quest’ultimo rispondendo alle varie cartoline. Brandon va a parlare con Jesper e scopre che il pezzo di David viene mandato spesso in onda perché il manager corrompe i dipendenti della radio. Kelly trova un neonato fuori dall'ambulatorio così lo porta a casa con la speranza che la madre del piccolo si faccia viva durante il giorno, ma scopre che quest’ultima non vuole avere niente a che fare con il bambino, quindi lo consegna ai servizi sociali. Decide poi di fare domanda di affidamento del piccolo. Josh viene accusato di spaccio di droga e Noah è deciso a deporre contro di lui. Chiede poi a Valerie di tornare a lavorare al locale. Donna, uscita dall'ospedale e disintossicata, torna al lavoro e confessa di aver rubato i disegni della collega. Viene quindi licenziata. David una volta scoperta la verità lascia il gruppo. Donna e Noah decidono di rimettersi insieme.

## Questioni di coscienza
- Titolo originale: The Nature of Nurture
- Scritto da: Michael Cassutt
- Diretto da: Michael R.Rhodes

### Trama
Kelly viene a conoscenza che il piccolo è stato affidato ad una coppia gay e inizialmente sembra contrariata perché pensa che non saranno in grado di crescere adeguatamente il bambino. La madre di Valerie torna a Beverly Hills dove inizia ad uscire con Bill Taylor che è stato appena scarcerato. David si riavvicina alla musica grazie ad un nuovo vicino di casa, Woody Sloan. Il Beverly beat è in crisi economica così Steve decide di vendere gli annunci pubblicitari ad una ditta che produce sigarette. Brandon contrariato, minaccia di licenziarsi. Donna e Noah decidono di produrre e vendere la nuova collezione di abiti della ragazza. La madre di Valerie inizia a frequentare Bill Taylor. Leann vorrebbe riprendersi il bambino ma grazie a Kelly capisce che non è ancora pronta ad essere madre, così la convince che Kyle e Gene saranno dei bravi genitori.

## L'occasione mancata
- Titolo originale: Aunt Bea's Pickles
- Scritto da: Laurie McCarthy
- Diretto da: Chris Hibler

### Trama
David organizza una festa a sorpresa per il compleanno di Valerie e qui Abby annuncia che si sposerà presto con Bill Taylor. Steve riesce a rintracciare Ted, il vero autore delle lettere così riferisce tutto a Jill che però sceglierà di vedersi con Steve. Brandon fa un colloquio per il Los Angeles Chronicle ma scopre che è stato assunto solo perché gli altri reporter sono in sciopero. Decide così di non accettare il lavoro. Donna scopre che è stato Noah ad aver acquistato tutti i vestiti dal negozio a cui avevano venduto la collezione. Valerie confessa a David che il padre abusava di lei. Il giorno delle nozze Bill decide di non presentarsi in chiesa.

## Il prezzo della fama
- Titolo originale: All That Glitters
- Scritto da: Tyler Bensinger
- Diretto da:Michael Lange

### Trama
Grazie a Valerie, David ottiene un incontro con un noto discografico ma questo gli propone di comporre un jingle per una pubblicità di deodoranti che dovrà poi accettare di fare poiché sommerso di debiti. Noah chiede a Donna di convivere con lui e gli regala prima un braccialetto e poi una collana di scarso valore, solo successivamente si scoprirà che appartenevano alla defunta nonna del giovane. Brandon collabora con Peter, un noto reporter vincitore di due premi pulitzer. Jill rompe con Steve. Kelly aiuta un ragazzo disabile a lavorare nella clinica e assieme a Brandon realizzano il suo sogno di salire su uno zamboni.

## La riunione
- Titolo originale: Reunion
- Scritto da: Doug Steinberg
- Diretto da: Chip Chalmers

### Trama
Andrea Zuckerman torna in città per una riunione tra ex alunni del liceo e mente sulla sua vita privata. Solo più tardi confesserà a Brandon e Kelly che sta per divorziare e che ha abbandonato gli studi. Per impressionare i vecchi compagni, durante la festa tutti fingono di essere diversi da quello che sono: David si finge una famosa rock star, Valerie imita Kelly e Steve si fa aiutare da Janet a non sembrare più un dongiovanni come al liceo. Durante la festa però sembra ignorare la ragazza e i due litigano. Donna discute con Noah a causa di un articolo di giornale che lo descrive come lo “scapolo d’oro”, quindi in preda dalla gelosia lo spia mentre lavora al locale. Steve è vittima di uno scherzo da parte di una ragazza che al liceo aveva deriso. Kelly durante la riunione incontra un vecchio compagno ed è scossa, successivamente confessa a Valerie di essere stata violentata dal ragazzo, così questa si vendica per lei. Andrea deve tenere il discorso durante la festa ma Brandon prende il suo posto e incita tutti alla sincerità. Steve si presenta da Janet per chiederle scusa.

## Autoaggressività impulsiva
- Titolo originale: Skin Deep
- Scritto da: Elle Triedman
- Diretto da: Kim Friedman

### Trama
Muntz si sposa così Steve, Brandon e David organizzano l'addio al celibato e vanno nel primo sex shop che apre a Beverly Hills. Kelly è preoccupata perché la sorellina Silver è ossessionata dalla dieta e la madre dalla chirurgia estetica. Donna aiuta la sua assistente con problemi di autoaggressività impulsiva. Steve sembra realmente interessato a Janet. Donna sceglie come modelle delle ragazze esteticamente non perfette ma comuni.

## Proposta di matrimonio
- Titolo originale: Ricochet
- Scritto da: Laurie McCarthy
- Diretto da: Anson Williams

### Trama
Valerie viene contattata dall'ospedale per donare il midollo osseo ma scopre che il paziente abusava delle proprie figlie. Noah presenta Gwyneth, una sua vecchia amica a Donna e durante un’uscita i due si baciano. Il ragazzo decide di confessare tutto a Donna. David viene rapinato mentre sta prelevando del denaro al bancomat, decide quindi di comprare una pistola. Ubriaco, fuori dal Peach pit, sparerà a Gwyneth. Kelly sospetta che Brandon la tradisca nuovamente, allora durante una discussione il giovane impulsivamente le chiederà di sposarlo.

## Rapporto a rischio
- Titolo originale: The Fundamental Things Apply
- Scritto da: Michael Cassutt, Melissa Gould
- Diretto da: Harvey Frost

### Trama
A David viene dato un anno per uso accidentale di armi da fuoco. Kelly e Brandon organizzano il matrimonio. Steve continua a vedersi con Sarah ma scopre che è sposata. Donna organizza una sfilata di moda al Peach pit by night. Valerie chiede a David di vivere insieme ma questo non vuole e decide di lasciare la ragazza. Gwyneth mette i bastoni tra le ruote a Donna pur di conquistare Noah. Su suggerimento di Valerie macchia i vestiti per la sfilata, ma Noah sente le due parlare e scopre tutto. Valerie, triste ed arrabbiata per la rottura con David, va a letto con un fotografo, ma la mattina seguente scopre che si droga e ha dunque paura di aver contratto l’HIV.

## Il grande evento
- Titolo originale: The Wedding (1)
- Scritto da: John Eisendrath, Laurie McCarthy, Doug Steinberg, Elle Triedman
- Diretto da: Harry Harris

### Trama
Donna durante i preparativi del matrimonio di Kelly e Brandon conosce uno chef che la salverà da un incidente e per sdebitarsi accetta di uscirci a cena. Valerie confessa a David di aver avuto un rapporto non protetto con uno sconosciuto la sera in cui si sono lasciati. Decide allora di andare dal ragazzo per chiedergli chiarimenti sulla sua salute. Gli amici girano un video che parla dei promessi sposi come regalo di nozze. Brandon e Kelly si trovano sempre più spesso in disaccordo su vari aspetti riguardanti il matrimonio. Sarah rompe con Steve per provare a salvare il suo matrimonio.

## Perché sposarsi
- Titolo originale: The Wedding (2)
- Scritto da: John Eisendrath, Laurie McCarthy, Doug Steinberg, Elle Triedman
- Diretto da: Harry Harris

### Trama
Jim e Cindy tornano in città per il matrimonio di Brandon e Kelly. I due il giorno delle nozze si rendono però conto di non essere pronti per affrontare il grande passo. Decidono quindi di annullare tutto. Valerie è in attesa di sapere i risultati del test dell’ HIV.